# OmegA

Het logo van de OmegA-raket

OmegA, eerder bekend onder de werknaam Next Generation Launcher (NGL), is een geannuleerde modulaire drietrapsraket in de EELV-klasse die Northrop Grumman Space Systems (voor 2020 Northrop Grumman Innovation Systems en voor juni 2018 Orbital ATK) tussen 2015 en 2020 ontwikkelde. De OmegA-Intermediate moest volgens planning vanaf 2021 operationeel zijn en had dan in 2022 NSSL-certificatie moeten verkrijgen. Vanaf 2024 zou dan de krachtiger OmegA-Heavy beschikbaar zijn gekomen. 

## Voorgeschiedenis
Orbital ATK was een bedrijf dat in 2015 ontstond uit een fusie van Orbital Sciences Corporation en Alliant Techsystems (ATK). Op 6 juni 2018 werd het bedrijf overgenomen door Northrop Grumman en de zelfstandige divisie Northrop Grumman Innovation Systems (NGIS). 
Wat betreft rakettechnologie zijn ze gespecialiseerd in vastebrandstofmotoren (solid rocket motor, SRM). Zo werden de SRM's van de spaceshuttle en de geannuleerde Ares I door Thiokol dat in 2001 werd overgenomen door ATK ontwikkeld en gebouwd. En ook de SRM's van het Space Launch System, de Delta II, de Delta IV, de Atlas V (va. 2019) en de Vulcan zijn van de hand van Orbital ATK.
Daarnaast heeft Orbital ATK ook zijn eigen lichte-tot-medium lanceersystemen Pegasus, Minotaur en Antares

### Liberty
Nadat NASA's Ares I waarvan de eerste trap door ATK werd gebouwd in 2010 werd geannuleerd, stelde ATK in 2012 het concept voor de Liberty voor om als lanceertuig voor onder andere de Dream Chaser en het door Orbital Sciences te ontwikkelen ruimteschip Prometheus, dat in het Commercial Crew-programma moest gaan dienen. Deze draagraket zou bestaan uit de al ontwikkelde eerste trap van de Ares I en een aangepaste eerste trap van de Ariane 5 had als tweede trap moeten dienen. Door de maatvoering van de Ares I te blijven gebruiken hoefden er nauwelijks nieuwe grondsystemen op het Kennedy Space Center te komen. 
De Liberty en de Prometheus werden echter niet door NASA voor doorontwikkeling geselecteerd. Hoewel het ontwerp voor de Liberty door NASA was goedgekeurd, was bij geen van de bouwers van door NASA goedgekeurde ruimteschip-ontwerpen interesse in de Liberty als draagraket waardoor er bij NASA geen noodzaak voor doorontwikkeling was. ATK gaf in 2013 aan zelfstandig door te gaan met de ontwikkeling van de Liberty. Daarna volgde een lange mediastilte omtrent deze raket.

## Geschiedenis
Op 10 oktober 2018 werd het ontwerp van de OmegA samen met de New Glenn en Vulcan door de USAF geselecteerd om te worden uitontwikkeld. Dit gebeurde als onderdeel van de toekenningen van hun Launch Services Agreements (LSA) waarbij NGIS een subsidie van 792 miljoen dollar voor de uitontwikkeling van de OmegA toebedeeld kreeg. Van die 792 miljoen dollar was 181 miljoen dollar voor LSA-fase-1 bedoeld. Pas wanneer fase-1 succesvol binnen de gestelde tijd zou zijn afgerond zou het bedrag voor fase-2 worden uitbetaald. Wanneer de raket niet zou worden geselecteerd voor NSSL-fase 2, dan zou de LSA-subsidie worden stopgezet. Vooruitlopend op het LSA-besluit had Orbital ATK zoveel aanwijzingen voor en vertrouwen in goedkeuring van het ontwerp, dat ze in de eerste helft van 2018 reeds waren begonnen met de opbouw van de productielijn voor de OmegA. De Amerikaanse luchtmacht (USAF) en Orbital ATK hadden tussen 2015 en 2018 samen reeds 250 miljoen dollar in het project geïnvesteerd.

### Ontwikkeling
Op 3 april 2017 meldde Orbital ATK dat het ontwerp door de eigen "critical design review" was gekomen en ter beoordeling aan de Amerikaanse luchtmacht (USAF) is gestuurd. De volgende fase zou na goedkeuring door de USAF (begin 2018) moeten bestaan uit het aanpassen van lanceerfaciliteiten.
Op 10 november 2017 werd bekend dat Orbital ATK inmiddels een behuizing van een Castor-trap succesvol aan een structurele test had onderworpen.
Orbital ATK verwachtte in 2019 de Castor-300 en Castor-600 aan een static fire test te onderwerpen. De NGL-intermediate zou dan begin 2021 zijn eerste vlucht moeten maken. De NGL Heavy zou drie jaar later moeten debuteren. 
In april 2019 meldde NGIS dat ze met de ontwikkeling van de Castor 300 en 600 inmiddels een half jaar voor ligt op de planning van 2018 en de static fire-tests eerder in 2019 uit te kunnen voeren.
Op 16 april 2018 presenteerde Orbital ATK de naam OmegA op het 34e Space Symposium in Colorado Springs. Tevens werd bekend gemaakt dat Orbital ATK tegen de verwachtingen in Aerojet Rocketdynes RL-10C als upperstage-motor heeft gekozen. 
Deze naam verwijst net als bij Orbital ATK’s andere orbitale raketten naar een ster, in dit geval Omega Centauri. De hoofdletters in de naam zijn een verwijzing naar de afkorting OA die wel voor Orbital ATK werd gebruikt. De OmegA is de eerste volledig nieuwe raket die sinds de fusie van de bedrijven is ontwikkeld.
In april 2019 meldde NGIS dat de bouw van de grondsystemen op het Kennedy Space Center op het punt staat te beginnen.
Op 30 mei 2019 werd voor het eerst een Castor 600 getest. De test was grotendeels succesvol maar vlak voor het einde van de test explodeerde de straalpijp. Na een onderzoek concludeerden Northrop Grumman en de USAF dat het afbreken van een deel van de straalpijp door specifieke akoestische omstandigheden tijdens een grondtest zijn veroorzaakt die tijdens de vlucht niet voorkomen. Toch paste Northrop Grumman het ontwerp van de straalpijp aan. Een volgende grondtest van de Castor 600 is door het incident bijna een half jaar vertraagd naar begin 2020, maar heeft volgens Northrop Grumman geen gevolgen voor de planning van de eerste vlucht.
Op 27 februari 2020 testte NGSS met succes een Castor 300 (tweede trap).
De iLUS (derde trap) zal in de loop van 2020 ook worden getest. Dat gebeurt op NASA's Plum Brooke Station, een afdeling van het Glenn Research Center in Ohio.

### Eerste vlucht
Op 26 april 2020 meldde SpaceNews dat Northrop Grumman was begonnen met de bouw van onderdelen voor de raket waarmee ze de eerste vlucht willen uitvoeren. Die vlucht was voor het voorjaar van 2021 voorzien. In voorbereiding op die vlucht zou Northrop Grumman in het najaar van 2020 op het Kennedy Space Center met een dummy-raket enkele handelingen zoals het optakelen van rakettrappen oefenen. In juni 2020 bracht een trein de Common Booster Segments voor de dummyraket naar het Kennedy Space Center. Aan boord van diezelfde trein, die op 12 juni zijn bestemming bereikte, waren overigens ook de SLS Booster Segments voor SLS-vlucht Artemis I die uit dezelfde fabriek komen. Met de annulering van OmegA werden ook alle geplande vluchten geannuleerd.

### Stopzetting
Op 7 augustus 2020 werd Northrop Grumman niet geselecteerd voor fase 2 van het National Security Space Launch-programma. Daarmee viel ook de ontwikkelingssubsidie voor de raket weg. Op 18 augustus 2020 werd daarom de ontwikkeling voorlopig gestopt. Van een definitieve annulering was nog geen sprake; Northrop Grumman verkende nog enkele weken de mogelijkheden voor de commerciële markt. 
Op 9 september 2020 gaf Northrop Grumman definitief aan de ontwikkeling niet meer op te pakken en ook geen rechtszaak over de afwijzing door de Space Force te beginnen. De side-boosters, de eerste en de tweede trap waren op het moment van stilleggen reeds getest en grondsystemen waren in aanbouw. Daarnaast gaf Northrop Grumman aan dat veel van de voor OmegA ontwikkelde productietechnieken op termijn zullen terugkomen in boosters voor NASA’s Space Launch System.

## Ontwerp
In 2016 kwam mondjesmaat het nieuws naar buiten dat Orbital ATK een EELV-klasse-raket voor medium-tot-heavylift-capaciteit aan het ontwikkelen was en met NASA in onderhandeling was over gebruik van faciliteiten op het Kennedy Space Center.
De Next Generation Launcher, zoals de raket op dat moment genoemd werd, was een doorontwikkeling van de Liberty. Op 24 mei 2016 sprak Orbital ATK voor het eerst over de plannen. Er zouden twee formaten komen, de OmegA-Intermediate (eerder NGL-500) en de OmegA-Heavy (eerder NGL-500XL)-uitvoering. 
De eerste twee trappen waren net als de eerste trap van de Ares I gebaseerd op de spaceshuttle solid rocket boosters en maakten dus gebruik van vaste brandstof. Verschil met de Ares I- en Liberty-booster was dat Orbital hem voor de OmegA in tweeën had gesplitst zodat er sneller overbodig gewicht afgestoten kon worden. Hierdoor kon effectiever worden doorgeaccelereerd. 
De eerste trap van de OmegA-Intermediate was een Castor 600 die zou bestaan uit twee Common Booster Segments (CBS). De tweede trap was een Castor 300 die uit een CBS moest bestaan. Wanneer heavy-lift-capaciteit vereist is, zou de OmegA-Heavy met een verlengde eerste trap worden gebruikt. Deze Castor 1200 bestond uit vier CBS. De CBS van eerste en de tweede trap werden van lichtere composietmaterialen gebouwd dan de stalen boostersegmenten van de spaceshuttle, Ares I en het Space Launch System.
De derde trap zou twee RL-10C-5-1’s van Aerojet Rocketdyne als hoofdmotor gebruiken. Deze werkte op vloeibare waterstof en vloeibare zuurstof en zou worden gebouwd in NASA’s Michoud Assembly Facillity in New Orleans. De RL-10 wordt al sinds de vroege jaren 60 in verschillende revisies gebruikt op de Centaur en is ook in gebruik op de bovenste trappen van de Delta IV en het Space Launch System. De RL-10C-5-1-variant is afgeleid van de RL-10C-1 die heeft zich reeds bewezen op de huidige Centaur (Centaur III) die als tweede trap van de Atlas V wordt gebruikt. Een van de verbeteringen was dat een aantal onderdelen van de deze nieuwe variant met een 3D-printer wordt vervaardigd.
De derde trap zou aanvankelijk gebruik maken van Blue Origins BE-3U. De BE-3U is een voor gebruik in het vacuüm van de ruimte aangepaste versie van de BE-3 die de New Shepard voortstuwt. Orbital ATK ontving in januari 2016 een subsidie van 180 miljoen de Amerikaanse luchtmacht om onder meer een verlengde, effectievere straalpijp voor de BE-3U te ontwikkelen.
Op 16 april 2018 maakte Orbital ATK echter bekend voor de RL-10C te kiezen. Een paar weken eerder eerder maakte Blue Origin bekend dat ze de BE-3U voor de tweede trap van hun New Glenn-raket gaan gebruiken. Er zouden twee varianten van de derde trap komen. De iLUS moest op de intermediate uitvoering worden gebruikt. De hLUS zou een vergrote versie zijn die op de heavy-uitvoering moest worden gebruikt.
De OmegA zou voor meer kracht nog met maximaal zes extra GEM-63XL-vastebrandstofmotoren kunnen worden uitgerust. Ook voor de ontwikkeling van de GEM-63XL, een verlengde uitvoering van de in diameter 63 inch zijnde GEM-63 die in 2020 als booster van de Atlas V debuteert, kreeg Orbital ATK subsidie van de Amerikaanse luchtmacht. De GEM-63XL zal tevens voor toegevoegde kracht voor de Vulcan aan United Launch Alliance worden geleverd. De GEM-63XL’s zouden bij de OmegA-Intermediate aan de eerste trap gefixeerd zitten en samen met de core-booster als een geheel worden afgeworpen. Bij de OmegA-Heavy zouden de GEM-63XL afkoppelbaar zijn en eerder worden afgeworpen aangezien de Castor 1200 een langere brandtijd zou hebben dan de Castor 600.
De neuskegel waarin de vracht geplaatst wordt zou op de OmegA-Intermediate-uitvoering een diameter van 5 meter hebben en 15 meter lang zijn. Op de OmegA-Heavy kon indien nodig een verlengde payload fairing van 20 meter worden geplaatst.

### Vrachtcapaciteit
De kleinste uitvoering van de OmegA-Intermediate moest in staat zijn om vrachten tot 4.900 kg in een geostationaire overgangsbaan (GTO) om de Aarde te brengen. Bij de zwaarste intermediate-uitvoering liep dit op tot 10.100 kg.
Bij de OmegA-Heavy werden op Orbital ATK’s website cijfers voor directe plaatsing in geostationaire baan (GEO) gemeld. GEO-lanceringen zijn een complexer type lanceringen dan GTO-lanceringen die meer kracht en een langere brandtijd van een raket vereisen. De lichtste uitvoering van de OmegA-Heavy zou maximaal 5.250 kg in GEO hebben kunnen plaatsen. Dit liep op tot 7,800 kg bij de zwaarste uitvoering.
Officiële cijfers voor lanceercapaciteit naar een lage aardbaan (LEO) waren niet bekend. In veel gevallen waren voor dat type lanceringen Orbital ATK's lichtere Antares-, Pegasus- en Minotaurraketten toereikend.

## Lanceerfaciliteiten
NGSS zou de OmegA, wanneer aan de Amerikaanse oostkust moest worden gelanceerd, assembleren in High Bay-2 (een van de vier high bays) van het Vehicle Assembly Building op NASA's Kennedy Space Center. Voor de lancering zou MLP-3, een van de voormalige mobiele lanceerplatforms van de spaceshuttle en daarvoor Saturnus-raketten worden gebruikt. Deze zou geladen met lanceertoren en raket op een Crawler-transporter geplaatst worden en naar  LC-39B gereden om aldaar gelanceerd te worden. De OmegA zou LC-39B delen met het Space Launch System van NASA. LC-39B is na afloop van het spaceshuttleprogramma een zogenaamde "clean pad" geworden waarop naast NASA, ook commerciële partijen hun eigen raketten kunnen lanceren. Orbital ATK was het eerste bedrijf dat zulke afspraken met NASA maakte.
Op 16 augustus 2019 droeg NASA het mobiele platform en de highbay met een overdrachtsceremonie over aan NGIS, waarop de aanpassingen begonnen. De drie vuurgaten werden vervangen door een groot vuurgat en er werd begonnen met de plaatsing een lanceertoren op het MLP.
De US Space Force eist voor NSSL-certificatie ook lanceerfaciliteiten aan de Amerikaanse westkust. Orbital ATK had aangegeven dat, mocht die eis op tafel blijven, ze het lanceercomplex SLC-2E op de Vandenberg Air Force Base dat sinds 1972 buiten gebruik is zouden kunnen opknappen en aanpassen.
Later meldde NGIS ook interesse in Vandenberg SLC-6 te hebben. Dat lanceercomplex komt na uitfasering van de Delta IV Heavy in 2024 vrij. In oktober 2019 werd bekend dat de OmegA inderdaad vanaf SLC-6 zou worden gelanceerd. SLC-6 wordt nog voor enkele Delta IV Heavy vluchten gebruikt, maar Northrop Grumman was van plan ondertussen al aanpassingen verrichten waardoor ook de OmegA er gelanceerd zou kunnen worden. Voordeel was hierbij dat de OmegA grotendeels op vaste brandstof zou werken waardoor er geen grote tankinstallatie voor deze raket nodig is.

## Boeking
In december 2019 werd bekend gemaakt dat Saturn Satellite Networks de eerste klant voor de OmegA zou zijn en dat zij een of twee satellieten van het type NationSat aan boord van de testvlucht zullen hebben. Het lanceren op een testvlucht is niet zonder risico. Zo gingen bijvoorbeeld de vrachten van de eerste twee Delta III-raketten verloren.

## Markt
NGIS richtte zich met OmegA op de markt voor militaire lanceringen waarvoor NSSL-gecertificeerde draagraketten worden gebruikt. Anno 2020 hebben twee lanceerbedrijven die certificatie. SpaceX voor de Falcon 9 en de Falcon Heavy en United Launch Alliance met de Atlas V en de Delta IV-Heavy. De Atlas V heeft een Russische hoofdmotor. Het Pentagon wil daar sinds 2014 vanaf en eist vanaf 2023 volledig Amerikaanse draagraketten voor het NSSL-programma. 
SpaceX is mede dankzij het kunnen hergebruiken van eerste rakettrappen veel goedkoper met zijn lanceerprijzen dan United Launch Alliance. United Launch Alliance werkt daarom aan een goedkoper te bouwen draagraket, de Vulcan waarvan de hoofdmotoren herbruikbaar moeten worden. De verwachting was dat de OmegA daarmee in prijs vergelijkbaar zou worden. Daarnaast mikte ook Blue Origin met de New Glenn op de markt van de militaire lanceringen. Ook die Heavy-lift-raket zal een herbruikbare eerste trap hebben. 
De eerste lanceringen van de Vulcan en de New Glenn worden in 2021 of 2022 verwacht. De bovengenoemde bedrijven dongen alle met hun raketten mee naar een NSSL-contract voor NSSL-fase 2. ULA en SpaceX kregen die contracten op 7 augustus 2020 gegund waarmee Northrop Grumman en Blue Origin het nakijken hadden. Beide afgewezen bedrijven staan overigens niet volledig buiten spel omdat ze motoren voor ULA’s Vulcan leveren.
Voor commerciële lanceringen dacht NGIS voordeel te zullen halen uit het feit dat ze een van de grootste satelliet-bouwers van de wereld zijn en dus het pakket van satellietbouw en lancering als geheel kunnen aanbieden. Voor het opbouwen van commerciële klandizie was echter wel nodig dat ze het NSSL-contract in de wacht sleepten zodat er een bestaansbasis voor de raket zou zijn. De concurrentie zou namelijk te sterk zijn om een nieuwe onbewezen raket in die markt te zetten. Om die reden kon Northrop Grumman na het niet verkrijgen van een contract voor NSSL fase-2 de OmegA niet uitontwikkelen.

## Common Booster Segments voor SLS
NGIS gaf in 2018 aan de Common Booster Segments (CBS) van de OmegA ook aan NASA te willen aanbieden als opvolgers van de huidige boosters van het Space Launch System. Deze eveneens door NGIS geproduceerde boosters zijn opgebouwd uit de overgebleven stalen segmenten van de Spaceshuttle-boosters. 
De CBS die van composietmateriaal zijn gemaakt zijn veel lichter en goedkoper te produceren. Bovendien kan het reeds bestaande personeel dat de CBS voor de OmegA produceert ook die SLS-boosters bouwen met dezelfde reeds bestaande machinerie. Daarmee meende NGIS een troef in handen te hebben voor de aanbesteding van de bouw van de volgende generatie SLS-boosters. 
Anno 2020 heeft NASA nieuwe SLS-boosters besteld bij Northrop Grumman voor zes SLS-vluchten vanaf Artemis IV en later. Of deze al met de vernieuwde boostersegmenten worden uitgevoerd is niet duidelijk.